# ポンティック語族
ポンティック語族（ポンティックごぞく、Pontic）は提唱中の語族または大語族であり、インド・ヨーロッパ語族と北西コーカサス語族（NWC）で構成される。

## 提唱史
エミール・バンヴェニストとウィンフレッド・P・レーマンによって行われたインド・ヨーロッパ祖語（PIE）の内的再構では、インド・ヨーロッパ祖語（PIE）はその娘言語とは類型的にかなり異なることがわかった。1960年、Aert Kuipersは、北西コーカサス語族（NWC）の一つであるカバルド語とインド・ヨーロッパ語族の間の類似点に気づいた。しかし、インド・ヨーロッパ祖語（PIE）が系統的にコーカサス祖語と関連する可能性があることを最初に示唆したのは、1964年のポール・フリードリッヒだった。
1981年、ジョン・コラルッソは、インド・ヨーロッパ祖語（PIE）のいわゆる喉音に焦点を当てて、子音体系を含む類型的な類似点を調査し、1989年に、北西コーカサス祖語（PNWC）の再構を発表した。 8年後、PNWCとPIEに関する彼の比較研究の最初の結果は、記事Proto-Pontic：Phyletic Links Between Proto-Indo-European and Proto-Northwest Caucasianに掲載された。これが本仮説の実際の始まりとされる。

## 根拠
類似点の例：
- 否定接辞に鼻音を用いる
  - PIE *n-: ゲルマン語 un-, ロマンス語 in-,  ロシア語 ne-.
  - NWC: ウビフ語 m-, アブハズ語 m-.
- 鼻音接尾辞でマークされ、対格、斜格または目的格などと名付けられた格を持つ
  - PIE 対格 *-m： e.g. ラテン語 luna 'moon' (主格) vs lunam (対格)、 あるいは 古代ギリシャ語 ἄνθρωπος (anthropos, 主格) vs. ἄνθρωπον (anthropon, 対格).
  - NWC: ウビフ語 kwæy 'well (water source)' (絶対格) vs kwæyn (斜格).

## 諸説
インド・ヨーロッパ祖語が、北西コーカサス語族を基層とし、ウラル語族のような北ユーラシアの言語が上層言語として覆いかぶさって成立した混合言語であるという説もある。（インド・ウラル語族も参照）

## 文献
- Colarusso, John (1997). “Proto-Pontic: Phyletic links between Proto-Indo-European and Proto-Northwest Caucasian”. Journal of Indo-European Studies 25:  119–51.